# Massimiliano Sforza

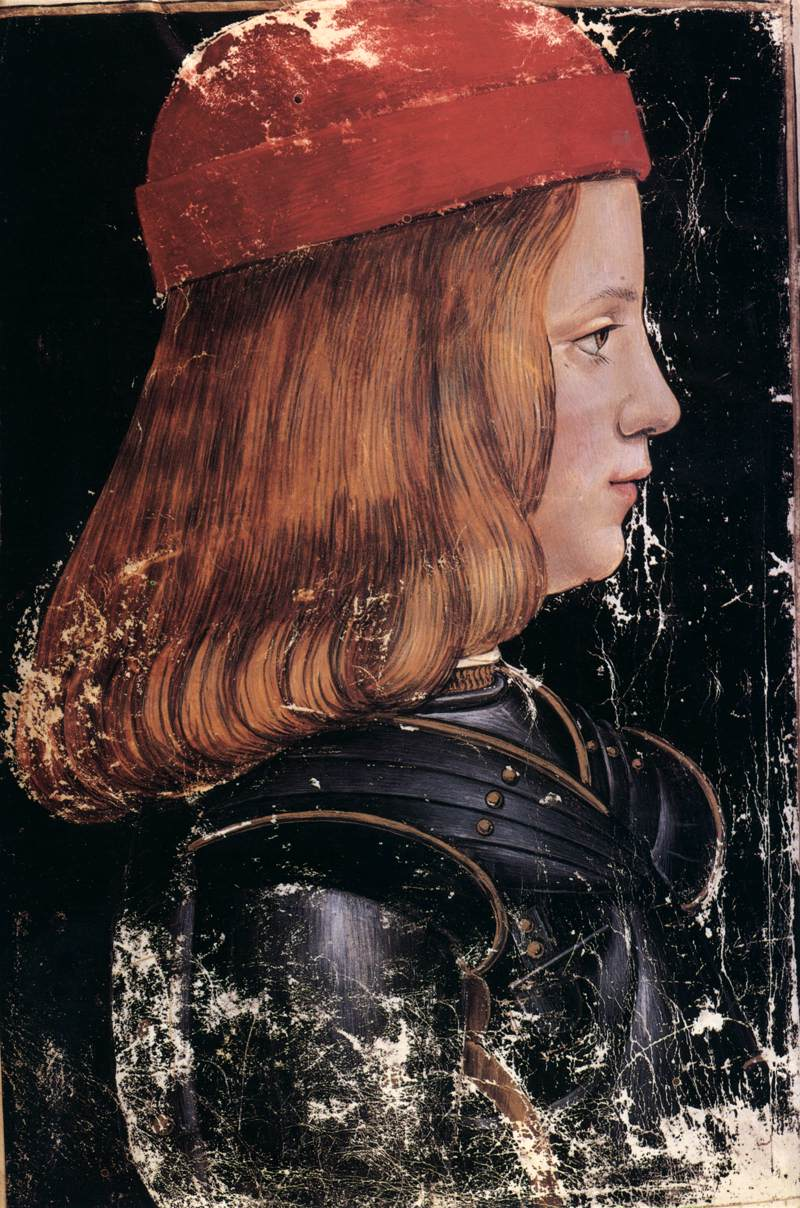
Porträt Massimilianos als Buchmalerei in einem für ihn bestimmten, 1496/1499 angefertigten Lateinschulbuch, der Grammatik (Ars minor) des Aelius Donatus. Handschrift Mailand, Biblioteca Trivulziana, Ms. 2167, fol. 1v

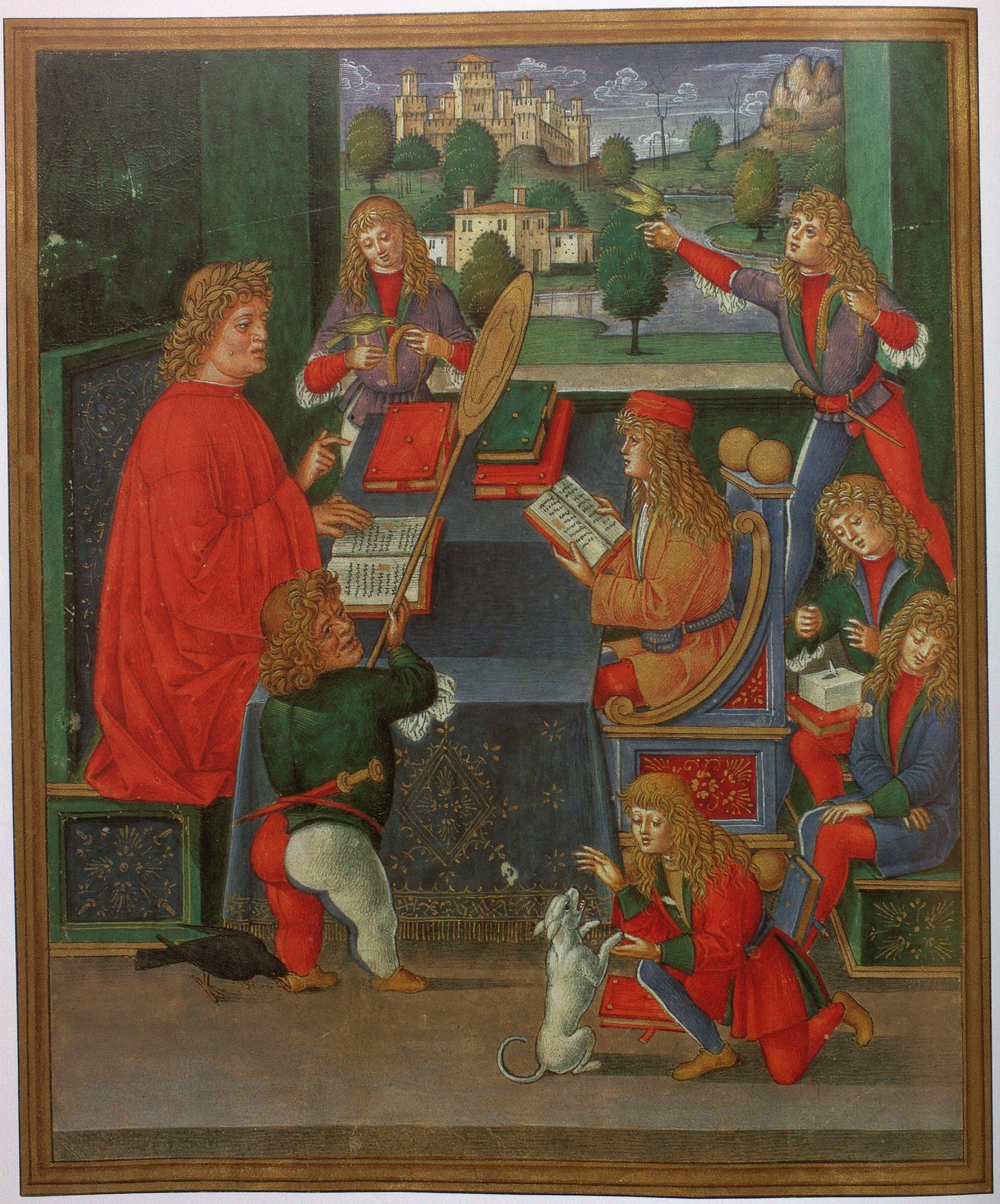
Massimiliano Sforza als Schüler mit seinem Erzieher Gian Antonio Secco (links). Buchmalerei von Giovanni Pietro da Birago in dem für Massimiliano angefertigten Exemplar der Grammatik des Donatus. Handschrift Mailand, Biblioteca Trivulziana, Ms. 2167, fol. 13v

Massimiliano Sforza (deutsch Maximilian Sforza; * 25. Januar 1493 in Mailand; † 4. Juni 1530 in Paris) war ein Mitglied der Familie Sforza und von 1512 bis 1515 Herzog von Mailand. Er verlor das Herzogtum 1515 an den französischen König Franz I.

## Leben

### Herkunft und Jugend

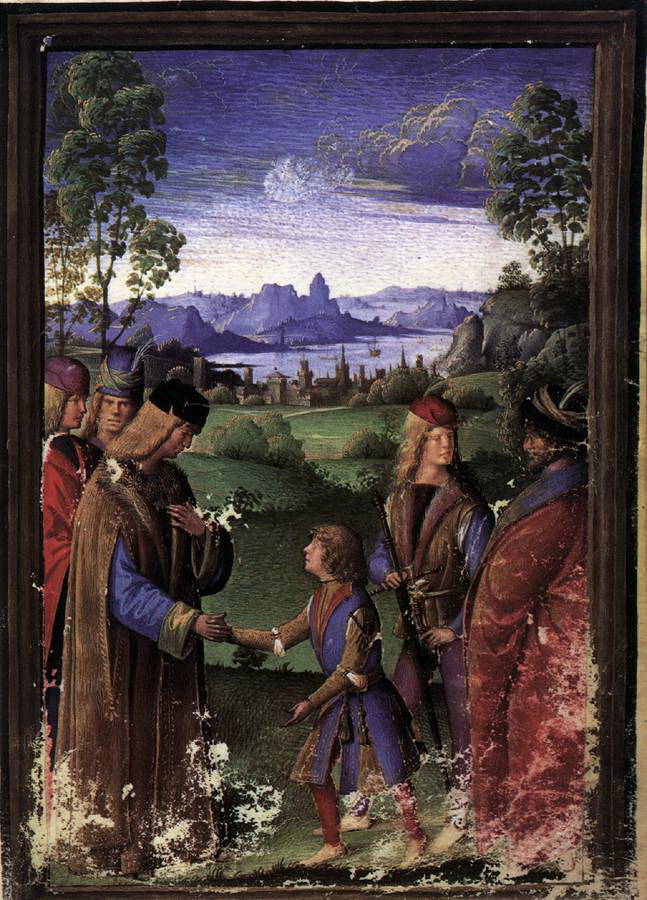
Der junge Massimiliano Sforza trifft Maximilian I. Abbildung aus dem Livre de Jésus, Castello Sforzesco, Biblioteca Trivulziana, Mailand

Massimiliano, dessen ursprünglicher Taufname Ercole lautete, war der älteste Sohn von Ludovico Sforza, genannt „il Moro“, dem de facto regierenden Herzog von Mailand, und dessen Ehefrau Beatrice d’Este, einer Tochter des Herzogs Ercole I. d’Este von Ferrara. 
Seit dem Tod seines Bruders Galeazzo Maria († 1476) führte Ludovico il Moro im Herzogtum Mailand die Regierungsgeschäfte im Namen seines minderjährigen Neffen Gian Galeazzo (1469–1494). Allerdings war er nicht bereit, seinem Neffen als Volljährigem die Herrschaft über Mailand zu überlassen. Damit gefährdete er das seit dem Frieden von Lodi (1454) bestehende politische Gleichgewicht in Italien erheblich. König Ferrante I. von Neapel, dessen Enkelin Isabella von Aragón (1470–1524) mit Gian Galeazzo Sforza verheiratet war, rüstete diplomatisch und militärisch gegen Ludovico, der als Herzog von Bari auch ein Vasall des neapolitanischen Königs war. In dieser für ihn schwierigen Situation wandte sich Ludovico sowohl an den französischen König Karl VIII., als auch an Maximilian, den Sohn Kaiser Friedrichs III. († 1493). Der presumptive Thronfolger im Heiligen Römischen Reich schätzte die Offerte des Mailänder Regenten, da sie ihm einerseits die Möglichkeit bot, habsburgische und Reichsinteressen in Oberitalien wahrzunehmen, andererseits brachte sie ihm einen finanziell starken Verbündeten. Dagegen bedeutete für Ludovico das Bündnis mit Maximilian die diplomatische Anerkennung seiner Dynastie als Herzöge von Mailand. Die erst 1494 geschlossenen Ehe zwischen Maximilian I. und Bianca Maria Sforza, einer Nichte Ludovicos und Schwester Gian Galeazzos, sollte zusätzlich das neue Bündnis festigen.
Bereits 1493 ließ der Mailänder Herzog zu Ehren seines neuen Verbündeten seinen ältesten Sohn in Massimiliano (Maximilian) umbenennen. Doch schon ein Jahr später wechselte Ludovico ins Lager des französischen Königs Karl VIII., der den Konflikt zwischen Mailand und Neapel beziehungsweise den Hilferuf Ludovicos an ihn als Anlass nahm, mit seiner Armee in Italien einzumarschieren.
Die Eroberung des Herzogtums Mailand durch Truppen des französischen Königs Ludwig XII. führte in den Jahren 1499 und 1500 zum Sturz der Dynastie Sforza. Ludovico il Moro geriet in französische Gefangenschaft und wurde in Loches eingekerkert, wo er 1508 verstarb. Seine minderjährigen Söhne Massimiliano und Francesco, deren Mutter Beatrice d’Este bereits 1497 verstorben war, wurden nach Innsbruck an dem Hof Maximilians I. in Sicherheit gebracht. Dort bildete sich eine Partei von Exil-Mailändern, deren Ziel die sofortige Rückeroberung Mailands war. Sie versuchten deshalb, Bianca Maria, Massimiliano und Francesco Sforza für ihre Ziele und Machenschaften zu gewinnen. Dies führte zu heftigen Querelen und Konflikten zwischen Maximilian I. und den Mailänder Exilanten.

### Herzog von Mailand
Das politische Zusammenwirken der durch die verlorene Schlacht bei Ravenna geschwächten Heiligen Liga unter Papst Julius II. und Matthäus Schiner, Kardinalbischof von Sitten (Sion), ermöglichte dessen Schweizer Söldnern die Eroberung oberitalienischer Städte, die dann, um nicht geplündert zu werden, immense Abstandszahlungen zu leisten hatten.
Daraufhin versicherten am 20. Juni 1512 die Mailänder der Heiligen Liga und dem rechtmäßigen Erben des Herzogtums, Massimiliano Sforza, ihre Treue und Verbundenheit. Der tatsächliche Machthaber – Kardinal Schiner – ernannte Ottaviano Sforza (1475–1545), Bischof von Lodi, zum Regenten von Mailand, dessen Bruder Alessandro (1465–1523) zum Gouverneur von Cremona und Giovanni Sforza, einen Stiefbruder Ludovicos, zum Regenten in Pavia.
Kaiser Maximilian I. versuchte die Rückkehr des neuen Herzogs nach Mailand zu verhindern. Die Schweizer erzwangen jedoch am 15. Dezember 1512 den Einzug des Sforza in Mailand und setzten ihn am 29. Dezember 1512 offiziell als Herzog ein. Als Gegenleistung musste dieser den Eidgenossen Lugano, Locarno, Mendrisio, das Val Maggio und die Herrschaft Domodossola abtreten. Die Bündner verlangten und erhielten das Veltlin, die Grafschaft Cläven (Chiavenna) und die Herrschaft Worms (Bormio). Des Weiteren forderten die Schweizer eine einmalige Zahlung von 200.000 Dukaten und danach jährliche Zahlungen in Höhe von 40.000 Dukaten. Ebenso bestand der Kaiser auf Zahlung von 120.000 Dukaten und der Papst ließ unter dem Vorwand alter Lehnsrechte Parma und Piacenza besetzen.
Der im deutlich verkleinerten Herzogtum Mailand als Marionette der Schweizer handelnde Massimiliano Sforza musste deswegen seine Steuereinnahmen auf zwei Jahre verpfänden und die damit verbundene Reduzierung seiner Einkünfte dulden. Für eine erfolgreiche Restauration der Sforza-Herrschaft in Mailand war er aufgrund ungünstiger Charaktereigenschaften, er galt als hochfahrend und leichtsinnig, ungeeignet. Außerdem war der junge Herrscher am Hof Maximilians I. nur unzureichend auf seine politische Aufgabe vorbereitet worden. Seine Ausbildung war mangelhaft, er konnte kaum lesen und schreiben, war bei seinen Entscheidungen auf fremden Rat angewiesen und aufgrund seiner in der Fremde erhaltenen Erziehung wirkte Massimiliano derb und ungeschliffen am hochkultivierten Mailänder Hof. Trotz der finanziellen Misere seines Staates feierte der Zwanzigjährige bald rauschende Feste, so im Januar 1513, als seine von ihm schwärmerisch verehrte und geliebte Tante Isabella d’Este, Markgräfin von Mantua, mit ihren Hofdamen zum Karneval nach Mailand kam und mit ihrem verschwenderischen und leichtlebigen Gefolge für Unmut in der Mailänder Bevölkerung sorgte.
Kurz nach dem Tod des Papstes Julius II. († 21. Februar 1513) schmiedeten Franzosen und Venezianer ein neues Bündnis. Bald danach rückten französische Truppen unter Gian Giacomo Trivulzio und Louis II. de La Trémoille vom Westen und venezianische Truppen unter Bartolomeo d’Alviano (1455–1515) vom Osten gen Mailand. Massimiliano Sforza wurde von den Schweizern, von spanischen Truppen unter Ramon de Cardona (1446–1513) und von päpstlichen Truppen unter Prospero Colonna, in dessen Heer auch deutsche Landsknechte unter dem Kommando von Georg von Frundsberg kämpften, unterstützt. Die Franzosen wurden schließlich am 6. Juni 1513 in der Schlacht bei Novara, die Venezianer am 7. Oktober 1513 in der Schlacht bei Creazzo unweit von Verona besiegt. Die Herrschaft der Sforza über das Herzogtum Mailand schien vorerst gesichert.
1515 bestand der neue französische König Franz I., der ein direkter Nachkomme der Valentina Visconti war und daraus seine Herrschaftsansprüche auf Mailand herleitete, auf die Übergabe des Herzogtums durch die Schweizer. Diese sollten stattdessen mit einer Million Dukaten und dem Gebiet um Bellinzona abgefunden werden. Massimiliano Sforza sollte mit dem französischen Herzogtum Nemours, einer Jahresrente von 12.000 Franken und einer französischen Prinzessin von Geblüt als Ehefrau entschädigt werden. Die von ihrer Unschlagbarkeit überzeugten Schweizer lehnten jedoch das Angebot des französischen Herrschers ab. Daraufhin okkupierte die französische Armee die Lombardei und das unter dem Kommando von Franz I. kämpfende Heer besiegte am 13./14. September 1515 in der Schlacht bei Marignano die Schweizer und ihre Verbündeten. In den darauf folgenden Verhandlungen zwischen Franzosen, Schweizern und Mailändern führte der mailändische Kanzler Geronimo de Morone ein doppeltes Spiel, so dass Massimiliano Sforza am 5. Oktober 1515 als Herzog abdanken und ins französische Exil gehen musste. Dort erhielt er eine jährliche Rente von 30.000 Dukaten. Franz I. trat die Herrschaft im Herzogtum Mailand an und betraute den Connétable de Bourbon mit der Regentschaft.
Massimiliano Sforza betätigte sich im französischen Exil nicht mehr politisch. Er starb offiziell am 4. Juni 1530 in Paris. Möglicherweise wurde sein Tod nur vorgetäuscht und er lebte weiter als Mönch Celestino da Olgiato in der Abtei Saint-Germain-des-Prés, wo er 1552 verstorben sein soll.

## Vorfahren
|  |                                    |  |  |  |  |  |  |  |  |  |  |  |  |
|  | Muzio Attendolo Sforza (1369–1424) |  |  |  |  |  |  |  |  |  |  |  |  |
|  |                                    |  |  |  |  |  |  |  |  |  |  |  |  |
|  |                                    |  |  |  |  |  |  |  |  |  |  |  |  |
|  | Francesco I. Sforza (1401–1466)    |  |  |  |  |  |  |  |  |  |  |  |  |
|  |                                    |  |  |  |  |  |  |  |  |  |  |  |  |
|  |                                    |  |  |  |  |  |  |  |  |  |  |  |  |
|  | Lucia von Torsano (Terzano)        |  |  |  |  |  |  |  |  |  |  |  |  |
|  |                                    |  |  |  |  |  |  |  |  |  |  |  |  |
|  |                                    |  |  |  |  |  |  |  |  |  |  |  |  |
|  | Ludovico Sforza (1452–1508)        |  |  |  |  |  |  |  |  |  |  |  |  |
|  |                                    |  |  |  |  |  |  |  |  |  |  |  |  |
|  |                                    |  |  |  |  |  |  |  |  |  |  |  |  |
|  | Filippo Maria Visconti (1392–1447) |  |  |  |  |  |  |  |  |  |  |  |  |
|  |                                    |  |  |  |  |  |  |  |  |  |  |  |  |
|  |                                    |  |  |  |  |  |  |  |  |  |  |  |  |
|  | Bianca Maria Visconti (1425–1468)  |  |  |  |  |  |  |  |  |  |  |  |  |
|  |                                    |  |  |  |  |  |  |  |  |  |  |  |  |
|  |                                    |  |  |  |  |  |  |  |  |  |  |  |  |
|  | Agnes del Maino († nach 1447)      |  |  |  |  |  |  |  |  |  |  |  |  |
|  |                                    |  |  |  |  |  |  |  |  |  |  |  |  |
|  |                                    |  |  |  |  |  |  |  |  |  |  |  |  |
|  | Massimiliano Sforza                |  |  |  |  |  |  |  |  |  |  |  |  |
|  |                                    |  |  |  |  |  |  |  |  |  |  |  |  |
|  |                                    |  |  |  |  |  |  |  |  |  |  |  |  |
|  | Niccolò III. d’Este (1383–1441)    |  |  |  |  |  |  |  |  |  |  |  |  |
|  |                                    |  |  |  |  |  |  |  |  |  |  |  |  |
|  |                                    |  |  |  |  |  |  |  |  |  |  |  |  |
|  | Ercole I. d’Este (1431–1505)       |  |  |  |  |  |  |  |  |  |  |  |  |
|  |                                    |  |  |  |  |  |  |  |  |  |  |  |  |
|  |                                    |  |  |  |  |  |  |  |  |  |  |  |  |
|  | Ricarda di Saluzzo († 1474)        |  |  |  |  |  |  |  |  |  |  |  |  |
|  |                                    |  |  |  |  |  |  |  |  |  |  |  |  |
|  |                                    |  |  |  |  |  |  |  |  |  |  |  |  |
|  | Beatrice d’Este (1475–1497)        |  |  |  |  |  |  |  |  |  |  |  |  |
|  |                                    |  |  |  |  |  |  |  |  |  |  |  |  |
|  |                                    |  |  |  |  |  |  |  |  |  |  |  |  |
|  | Ferrante I. von Neapel (1424–1494) |  |  |  |  |  |  |  |  |  |  |  |  |
|  |                                    |  |  |  |  |  |  |  |  |  |  |  |  |
|  |                                    |  |  |  |  |  |  |  |  |  |  |  |  |
|  | Eleonora von Aragón (1450–1493)    |  |  |  |  |  |  |  |  |  |  |  |  |
|  |                                    |  |  |  |  |  |  |  |  |  |  |  |  |
|  |                                    |  |  |  |  |  |  |  |  |  |  |  |  |
|  | Isabella von Clermont († 1465)     |  |  |  |  |  |  |  |  |  |  |  |  |
|  |                                    |  |  |  |  |  |  |  |  |  |  |  |  |
|  |                                    |  |  |  |  |  |  |  |  |  |  |  |  |